# رودي هاريس
رودي هاريس (بالإنجليزية: Rudy Harris)‏ هو لاعب كرة قدم أمريكية أمريكي، ولد في 18 سبتمبر 1971 في بروكتون في الولايات المتحدة.

## وصلات خارجية
- رودي هاريس على موقع مرجع كرة القدم المحترفة.كوم (الإنجليزية)